# استنلی ریکابی
استنلی ریکابی (به انگلیسی: Stanley Rickaby) (زادهٔ ۱۲ مارس ۱۹۲۴ - درگذشته ۱۱ فوریه ۲۰۱۴) بازیکن فوتبال اهل انگلستان بود که سابقهٔ بازی در تیم ملی فوتبال انگلستان را در کارنامهٔ خود دارد. وی در تاریخ ۱۱ نوامبر ۱۹۵۳ تنها بازی ملی خود را در مقابل تیم ملی فوتبال ایرلند شمالی انجام داد.